# Dasychira costiplaga
Dasychira costiplaga är en fjärilsart som beskrevs av Holland 1893. Dasychira costiplaga ingår i släktet Dasychira och familjen tofsspinnare. Inga underarter finns listade i Catalogue of Life.